# Polisens person- och adressuppgifter
Polisens person- och adressuppgifter ("PPA") är ett svenskt register som innehåller mycket känsliga uppgifter som skyddade personuppgifter och släktrelationer.
2016 åtalades en man för att ha hackat registret och sålt uppgifterna vidare. En av köparna var en man som i en annan rättegång dömdes för att ha bedrivit bedrägeriverksamhet i ovanligt stor skala till fem års fängelse och att betala skadestånd på åtta miljoner kronor.